# Franz Christian Marschalck
Franz Christian Marschalck, född 17 juni 1680 i Bremen, död 1734 på Kronobäck i Mönsterås socken, var en svensk militär.
Carl Gustaf Marschalck  var son till ridderskapspreses Jurgen Marschalck och Sophia Elisabeth von Fraenking samt bror till Carl Gustaf Marschalck. Han blev löjtnant vid Verdiska dragonregementet 1702, kaptenlöjtnant 1705, kapten 1706, överstelöjtnant 1711 och var interimsöverste för regementet 1711–1713. Marschalck utmärkte sig för tapperhet i slaget vid Gadebusch, blev fången i kapitulationen i Tönningen 1713, återkom till Sverige och blev generalmajor av kavalleriet samma år. År 1715 blev han åter fången vid Stralsunds kapitulation och satt fången till 1718. Marschalck blev introducerad på svenska riddarhuset 1723, befordrades 1730 till generallöjtnant och var 1733–1734 chef för Kalmar regemente.